# Tosa Sucha
Le Tosa Sucha est un ensemble de cônes pyroclastiques d'Éthiopie.